# Stauracanthus spectabilis
Stauracanthus spectabilis é uma espécie de planta com flor pertencente à família Fabaceae. 
A autoridade científica da espécie é Webb, tendo sido publicada em Otia Hispanica 27, pl. 20. 1839.
O seu nome comum é tojo-chamusco.

## Portugal
Trata-se de uma espécie presente no território português, nomeadamente em Portugal Continental.
Em termos de naturalidade é nativa da região atrás indicada.

## Protecção
Não se encontra protegida por legislação portuguesa ou da Comunidade Europeia.